# 2008 год в боксе
2008 год в боксе.

## Любительский бокс

### Олимпийские игры
Соревнования по боксу на летних Олимпийских играх 2008 проходили на протяжении всех Игр с 9 по 24 августа во Дворце спорта «Пролетарий». Было разыграно 11 комплектов наград. Приняли участие 283 спортсмена из 77 стран.
| Дисциплина             | Золото                                                  | Серебро                        | Бронза                       |
| До 48 кг см. подробнее | Цзоу Шимин Китай                                        | Пурэвдоржийн Сэрдамба Монголия | Патрик Барнс Ирландия        |
| До 48 кг см. подробнее | Цзоу Шимин Китай                                        | Пурэвдоржийн Сэрдамба Монголия | Ямпьер Эрнандес Куба         |
| До 51 кг см. подробнее | Сомчит Чонгчохор Таиланд                                | Андри Лаффита Куба             | Георгий Балакшин Россия      |
| До 51 кг см. подробнее | Сомчит Чонгчохор Таиланд                                | Андри Лаффита Куба             | Винченцо Пикарди Италия      |
| До 54 кг см. подробнее | Энхбатыр Бадар-Ууган Монголия                           | Янкьель Леон Куба              | Вячеслав Гожан Молдова       |
| До 54 кг см. подробнее | Энхбатыр Бадар-Ууган Монголия                           | Янкьель Леон Куба              | Брюно Жюли Маврикий          |
| До 57 кг см. подробнее | Василий Ломаченко Украина награждён кубком Вэла Баркера | Кедафи Джелькир Франция        | Якуп Кылыч Турция            |
| До 57 кг см. подробнее | Василий Ломаченко Украина награждён кубком Вэла Баркера | Кедафи Джелькир Франция        | Шахин Имранов Азербайджан    |
| До 60 кг см. подробнее | Алексей Тищенко Россия                                  | Дауда Соу Франция              | Грачик Джавахян Армения      |
| До 60 кг см. подробнее | Алексей Тищенко Россия                                  | Дауда Соу Франция              | Йорденис Угас Куба           |
| До 64 кг см. подробнее | Мануэль Феликс Диас Доминиканская Республика            | Манус Бунжумнонг Таиланд       | Роньель Иглесиас Куба        |
| До 64 кг см. подробнее | Мануэль Феликс Диас Доминиканская Республика            | Манус Бунжумнонг Таиланд       | Алексис Вастин Франция       |
| До 69 кг см. подробнее | Бакыт Сарсекбаев Казахстан                              | Карлос Банто Суарес Куба       | Ислам Канат Китай            |
| До 69 кг см. подробнее | Бакыт Сарсекбаев Казахстан                              | Карлос Банто Суарес Куба       | Ким Чон Джу Республика Корея |
| До 75 кг               | Джеймс Дигейл Великобритания                            | Эмилио Корреа Куба             | Виджендер Кумар Индия        |
| До 75 кг               | Джеймс Дигейл Великобритания                            | Эмилио Корреа Куба             | Даррен Сазерленд Ирландия    |
| До 81 кг               | Чжан Сяопин Китай                                       | Кенни Иган Ирландия            | Тони Джеффрис Великобритания |
| До 81 кг               | Чжан Сяопин Китай                                       | Кенни Иган Ирландия            | Еркебулан Шыналиев Казахстан |
| До 91 кг               | Рахим Чакхиев Россия                                    | Клементе Руссо Италия          | Деонтей Уайлдер США          |
| До 91 кг               | Рахим Чакхиев Россия                                    | Клементе Руссо Италия          | Осмай Акоста Куба            |
| Свыше 91 кг            | Роберто Каммарелле Италия                               | Чжан Чжилэй Китай              | Дэвид Прайс Великобритания   |
| Свыше 91 кг            | Роберто Каммарелле Италия                               | Чжан Чжилэй Китай              | Вячеслав Глазков Украина     |

### Кубок Мира
Кубок мира по боксу прошёл с 10 по 14 декабря 2008 года в Москве.
| Дисциплина  | Золото                  | Серебро                           | Бронза                         |
| до 48 кг    | Харри Танамор Филиппины | Ямпьер Эрнандес Куба              | Биржан Жакыпов Казахстан       |
| до 48 кг    | Харри Танамор Филиппины | Ямпьер Эрнандес Куба              | Лукаш Мащик Польша             |
| до 51 кг    | Миша Алоян Россия       | Эндрю Лаффита Куба                | Джитендер Кумар Индия          |
| до 51 кг    | Миша Алоян Россия       | Эндрю Лаффита Куба                | Винченцо Пиккарди Италия       |
| до 54 кг    | Янкиэль Леон Куба       | Вячеслав Гожан Молдова            | Ахил Кумар Индия               |
| до 54 кг    | Янкиэль Леон Куба       | Вячеслав Гожан Молдова            | Сергей Водопьянов Россия       |
| до 57 кг    | Идель Торрьенте Куба    | Сергей Игнатьев Россия            | Антхреш Лалит Лакра Индия      |
| до 57 кг    | Идель Торрьенте Куба    | Сергей Игнатьев Россия            | Баходиржон Султанов Узбекистан |
| до 60 кг    | Альберт Селимов Россия  | Ху Цин КНР                        | Фамил Сулейманов Азербайджан   |
| до 60 кг    | Альберт Селимов Россия  | Ху Цин КНР                        | Хосе Педраса Пуэрто-Рико       |
| до 64 кг    | Роньель Иглесиас Куба   | Уранчимэгийн Монх-Эрдэнэ Монголия | Александр Иванов Россия        |
| до 64 кг    | Роньель Иглесиас Куба   | Уранчимэгийн Монх-Эрдэнэ Монголия | Алексис Вастин Франция         |
| до 69 кг    | Карлос Банто Куба       | Дильшод Махмудов Узбекистан       | Джек Роберт Калкей Германия    |
| до 69 кг    | Карлос Банто Куба       | Дильшод Махмудов Узбекистан       | Дмитрийс Соткас Латвия         |
| до 75 кг    | Андраник Акопян Армения | Альфонсо Бланко Венесуэла         | Дмитрий Чудинов Россия         |
| до 75 кг    | Андраник Акопян Армения | Альфонсо Бланко Венесуэла         | Эльшод Расулов Узбекистан      |
| до 81 кг    | Артур Бетербиев Россия  | Аббос Атоев Узбекистан            | Динеш Кумар Индия              |
| до 81 кг    | Артур Бетербиев Россия  | Аббос Атоев Узбекистан            | Джахон Курбанов Таджикистан    |
| до 91 кг    | Осмай Акоста Куба       | Александр Усик Украина            | Михаил Мунтян Молдова          |
| до 91 кг    | Осмай Акоста Куба       | Александр Усик Украина            | Роман Масалимов Россия         |
| свыше 91 кг | Роберто Альфонсо Куба   | Марко Томасович Хорватия          | Азер Мамадов Азербайджан       |
| свыше 91 кг | Роберто Альфонсо Куба   | Марко Томасович Хорватия          | Нияз Файзуллин Россия          |

### Чемпионат Европы
Чемпионат Европы по боксу 2008 года прошёл в Ливерпуле, Англия с 5 по 15 ноября.
| Весовая категория            | Золото                      | Серебро                          | Бронза                                                       |
| ---------------------------- | --------------------------- | -------------------------------- | ------------------------------------------------------------ |
| Минимальный вес (— 48 кг)    | Оганес Даниелян Армения     | Jose de la Nieve Linares Испания | Иштван Унгвари Венгрия Ferhat Pehlivan Турция                |
| Наилегчайший вес (— 51 кг)   | Георгий Чигаев Украина      | Саломо Нтуве Швеция              | Александр Рискан Молдова Мунин Вели Македония                |
| Легчайший вес (— 54 кг)      | Люк Кемпбелл Англия         | Детелин Далаклиев Болгария       | Денис Макаров Германия Andrew Selby Уэльс                    |
| Полулёгкий вес (— 57 кг)     | Василий Ломаченко Украина   | Араик Амбарцумов Россия          | Hicham Ziouti Франция Bashir Hassan Швеция                   |
| Лёгкий вес (— 60 кг)         | Леонид Костылев Россия      | Вазген Сафарянц Беларусь         | Ross Hickey Ирландия Миклош Варга Венгрия                    |
| Полусредний вес (— 64 кг)    | Эдуард Амбарцумян Армения   | Дьюла Кате Венгрия               | John Joe Joyce Ирландия Марцин Леговский Польша              |
| Первый средний вес (— 69 кг) | Mohamed Nurudzinau Беларусь | Jack Culcay-Keth Германия        | Abdülkadir Köroğlu Турция Jaoid Chigeur Франция              |
| Второй средний вес (— 75 кг) | Иван Сенай Украина          | Максим Коптяков Россия           | Eamon O'Kane Ирландия Victor Cotiujanshiu Молдова            |
| Полутяжёлый вес (— 81 кг)    | Александр Усик Украина      | Сергей Карнеев Беларусь          | Николай Гришунинс Латвия Рене Краузе Германия                |
| Первый тяжёлый вес (— 91 кг) | Егор Мехонцев Россия        | Цолак Ананикян Армения           | Petrisor Gananau Румыния Jozsef Darmos Венгрия               |
| Супертяжёлый вес (+ 91 кг)   | Пулев, Кубрат Болгария      | Денис Сергеев Россия             | Роман Капитоненко Украина Memnun Hadzic Босния и Герцеговина |

## Профессиональный бокс

### Тяжёлый вес (свыше 90,892 кг)
- 23 февраля  Владимир Кличко (49-3) объединил титулы IBF, IBO и WBO, в бою с россиянином,  Султаном Ибрагимовым (22-0-1), которого победил по очкам единогласным решением судей (119—110, 117—111, 118—110).
  - В этом же году Владимир Кличко ещё дважды вышел на ринг и защитил титулы нокаутом против американцев 12 июля,  Тони Томпсона (31-1) KO11.
  - 13 декабря  Хасима Рахмана TKO7.
- 11 октября после четырёхлетнего перерыва, почётный чемпион WBC,  Виталий Кличко (35-2) вернулся на ринг в бою против действующего чемпиона,  Сэмюэля Питера (30-1). Кличко победил RTD8 и завоевал премию Возвращение года по версии журнала «Ринг».
- За долгое непровождение боёв, WBA объявила чемпиона,  Руслана Чагаева чемпионом на каникулах, и 8 августа за вакантный титул чемпиона по версии WBA,  Николай Валуев (48-1) единогласным решением победил американца,  Джона Руиса (43-7-1).
  - 20 декабря  Николай Валуев (49-1) защитил титул, победив по очкам близким решением,  Эвандера Холифилда (42-9-2).

### Первый тяжёлый вес
- Чемпиона мира по версиям WBA, WBC и The Ring,  Дэвид Хэй (20-0) в объединительном поединке нокаутировал  Энцо Маккаринелли (28-1), и к своим титулам, завоевал ещё титул WBO. После объединения, Хэй перешёл в супертяжёлый вес.
- 27 сентября  Гильермо Джонс нокаутировал  Фирата Арслана. и стал новым регулярным чемпионом мира по версии WBA
- 28 декабря  Томаш Адамек спорным решением победил  Стива Каннингема и завоевал титул чемпиона мира по версии IBF.

### Полутяжёлый вес
- 11 октября 2008 года  Чэд Доусон победил по очкам  Антонио Тарвера и стал новым чемпионом мира по версии IBF.

### Второй средний вес
- 6 декабря в бою за вакантный титул WBC непобеждённый  Карл Фроч (23-0) победил по очкам непобеждённого  Жана Паскаля (21-0)[1].

### Средний вес
- 11 октября 43 летний  Бернард Хопкинс победил непобеждённый чемпиона WBC и WBO,  Келли Павлика (34-0), но поединок проходил в промежуточном весе, титулы остались за Павликом[2].

### Полулёгкий вес
- 6 декабря  Мэнни Пакьяо победил RTD8  Оскара Де Ла Хойю в одном из самых кассовых поединков в истории, который собрал банк более 70 млн $ за платные трансляции.